# Elise Honegger
Pour les articles homonymes, voir Honegger.
Elise Honegger, née le 28 novembre 1839 à Stäfa (Suisse) et morte le 14 novembre 1912 à Saint-Gall, est une féministe et journaliste suisse. En 1885, elle fonde et préside la première organisation nationale de femmes en Suisse, Schweizer Frauen-Verband (de).

## Biographie
Elise Honegger naît à Stäfa le 28 novembre 1839, fille d'un marchand de vins, nommé Théodore, et Elisa Rebmann. Elle grandit à Saint-Gall où elle fréquente l'école primaire. 
En 1867, elle épouse Mathias Egger avec qui elle a sept enfants. Le mari d'Elise Honegger est un éditeur de journaux et vers 1878, après avoir acquis les connaissances de son mari, Elise édite le supplément féminin de sa publication Republikaners. Peu de temps après, elle divorce et prend un emploi comme éditrice et éditrice indépendante. Cette activité lui assure un revenu assez confortable pour subvenir seule aux besoins de ses sept enfants. Honneger crée le journal féminin Schweizer Frauen-Zeitung en 1879. Le magazine connaît un succès commercial, se concentrant sur le rôle des épouses et des mères (häusl),,.
En dehors de son poste d'éditrice, Elise Honneger plaide pour une amélioration du statut des femmes. En 1882, elle fonde la Schweizer Frauen-Verband (Association suisse des femmes). En 1885, elle est élue première présidente de l'organisation. Elle entre ensuite en conflit avec le conseil d'administration et démissionne en 1886.  
Elle continue à publier son journal, le revendant en 1911 et restant rédactrice presque jusqu'à sa mort le 14 novembre 1912 à Saint-Gall,,.